# Recreatie

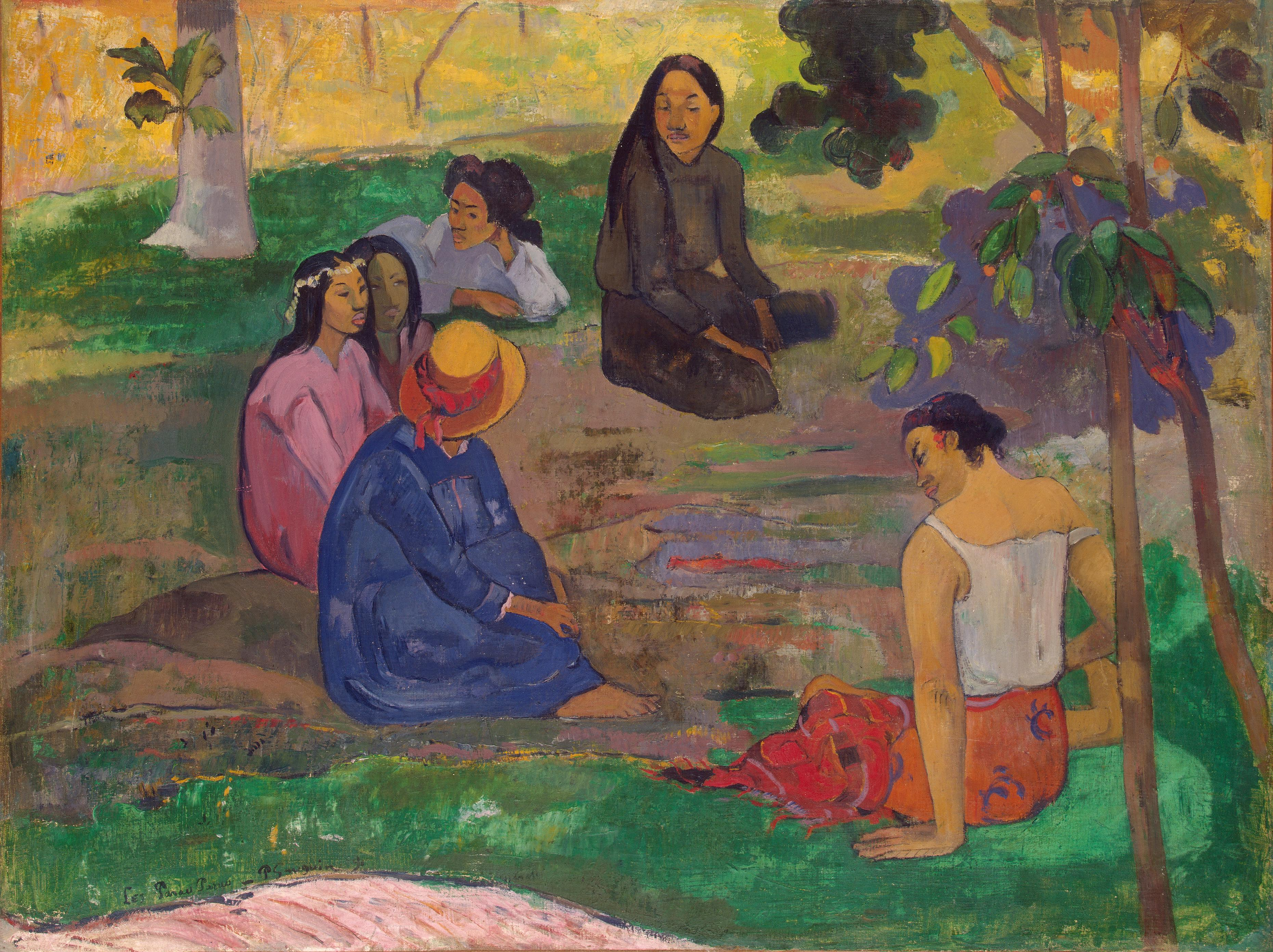
Luieren valt ook onder recreatie

Onder recreatie verstaat men alle vormen van vrijetijdsbesteding, alle activiteiten die kunnen worden gedaan naast de dagelijkse verplichtingen als werken, huishouden en zorg voor anderen. Recreëren doet men voor ontspanning en vermaak. Het woord op zich, 're-creatie' duidt op vernieuwing, verfrissing; de bedoeling van recreëren is het opladen van de persoonlijke actieradius, het vernieuwen van de energie, het verzetten van de zinnen en het ontladen van opgelopen spanning.
Men onderscheidt dagrecreatie en meerdaags toerisme.
| Type recreatie            | Subtype              | Voorbeelden                                                              |
| Buitenrecreatie           | Dieren               | Paardrijden - Dierentuinbezoek                                           |
| Buitenrecreatie           | Ontspannen en rusten | Strandbezoek - Zonnen - Kamperen - Sauna                                 |
| Buitenrecreatie           | Steden               | Winkelen - Stadswandeling - Museumbezoek                                 |
| Buitenrecreatie           | Kinderen             | Speeltuin - Pretpark - Kinderboerderijbezoek - Zwemmen                   |
| Buitenrecreatie           | Reizen               | Wandelen - Fietsen - Vakantie in buitenland - Dagje weg                  |
| Sociale activiteiten      | Eten en drinken      | Restaurantbezoek - Barbecueën - Picknicken                               |
| Sociale activiteiten      | Samen actief         | Scouting - Zingen - Dansen - Musiceren - Chatten - Modelzeilen           |
| Sociale activiteiten      | Seks                 | Seks - Erotiek                                                           |
| Sociale activiteiten      | Samenzijn            | Gesprekken voeren - Gezelligheid                                         |
| Sociale activiteiten      | Spellen              | Kaarten - Schaken - Dammen - Scrabble                                    |
| Sociale activiteiten      | Feesten              | Vieringen - Discotheekbezoek - Cafébezoek - Uitgaan - Daten              |
| Activiteiten in je eentje | Passief              | Lezen - Televisie kijken                                                 |
| Activiteiten in je eentje | Actief               | Puzzelen - Internetten - Computerspel spelen - Breien - Boetseren - Yoga |